# Kaitlyn Farrington
Kaitlyn Brooke Farrington (Hailey, 18 de diciembre de 1989) es una deportista estadounidense que compitió en snowboard, especialista en la prueba de halfpipe.
Participó en los Juegos Olímpicos de Sochi 2014, obteniendo la medalla de oro en la prueba de halfpipe. Adicionalmente, consiguió dos medallas en los X Games de Invierno.

## Medallero internacional
| Juegos Olímpicos | Juegos Olímpicos | Juegos Olímpicos | Juegos Olímpicos |
| Año              | Lugar            | Medalla          | Prueba           |
| ---------------- | ---------------- | ---------------- | ---------------- |
| 2014             | Sochi (Rusia)    | Medalla de oro   | Halfpipe         |

| X Games de Invierno | X Games de Invierno    | X Games de Invierno | X Games de Invierno |
| Año                 | Lugar                  | Medalla             | Prueba              |
| ------------------- | ---------------------- | ------------------- | ------------------- |
| 2011                | Aspen (Estados Unidos) | Medalla de plata    | Superpipe           |
| 2014                | Aspen (Estados Unidos) | Medalla de bronce   | Superpipe           |